# Милош Обренович
Милош Обренович (на сръбски: Милош Обреновић или Miloš Obrenović), наричан също Милош Теодорович, е първият княз на Сърбия след възстановяването на нейната самостоятелност през 1815. Принуден да абдикира през 1839, той отново става княз през 1858. Милош е основополжник на династията Обренович.
Милош Теодорович е роден през 1780 и е овчар, преди да се включи в започналото през 1804 Първо сръбско въстание, водено от Карагеорги Петрович. Той става един от водачите на въстанието, но през 1810 влиза в конфликт с Карагеорги Петрович, който убива неговия полубрат Милан Обренович. Милош приема името Обренович и остава в страната дори след разгрома на въстанието през 1813, и бягството на Карагеорги Петрович в Унгария.
Милош Обренович се опитва да се споразумее с османските власти, но след разрастването на насилията в страната, през 1815 оглавява Второто сръбско въстание. След няколко военни успеха и заплахата от намеса на Русия в подкрепа на въстанието, османските власти се съгласяват за създаване на автономно Сръбско княжество, оглавено от Милош Обренович. Чрез преговори той успява да получи през 1830 съгласието на султана, княжеската титла да стане наследствена /с подкуп успява да се снабди с берат за наследствено княжеско достойнство, и поради колаборационистичната му проосманска политика/ , а през 1833 автономната област на Смедеревския санджак е разширена с още 6 нахии, включително Тимошко.
В управлението си Милош Обренович използва авторитарни методи, като потушава няколко бунта в страната. След поредните вълнения през 1835, той е принуден да приеме Конституция, с която се създава парламент. Това предизвиква недоволството на Австрия, Русия и Османската империя, и под техен натиск през 1838 е приета по-консервативна конституция. Въпреки това Сенатът, назначен от княза, изисква неговата абдикация. На 13 юни 1839 Милош Обренович се оттегля в полза на сина си Милан Обренович и заминава за обширните си имения във Влашко.
През 1858 парламентът отстранява княз Александър Караджорджевич и връща Милош Обренович начело на страната. Той умира две години по-късно.